# Györgyényi Ignác
Györgyényi Ignác (Nagybánya, 1809. július 15. – Eger, 1891. december 20.) egri kanonok, iskolaigazgató, főesperes, címzetes prépost.

## Élete
Szülővárosában és Szatmárt végezte középiskoláit. 1824-ben az egri papnevelő-intézetbe lépett, ahol bölcseletet és hittudományt hallgatott. Tanulmányainak befejeztével (1830) az érseki irodában nyert alkalmazást. 1832-ben misés pappá szenteltetett föl és Miskolcra ment segédlelkésznek, ahonnét később Rakamazra helyeztetett át és ettől kezdve 50 évig lakott Szabolcsban. 1835-ben berceli, 1843-ben tiszalöki és 1847-ben kisvárdai lelkésznek nevezték ki, 1859-ben kerületi esperes, 1865-ben szabolcsi főesperes, 1868-ban prépost, 1875-ben pedig kanonok lett és Egerbe költözött. Körülbelül 20 ezer forintot fordított jótékony célokra; 1883-ban az általa létesített betegápoló intézetet Egerben fölszentelték; ezért a városi képviselőtestület 1890-ben díszpolgárává választotta és életnagyságú arczképét 1891. október 22-én díszközgyűlésben leplezte le.
Cikkeket és leveleket írt 1845-től, körülbelül 35-öt, a lapokba, különösen többet a Religióba és egyet Kisvárda c. a Magyar Sionba (1867.)

## Munkája
- Lelkipásztori elméletek és gyakorlatok, melyekkel... mint plébános, üres óráiban foglalkozott és melyek a Religio és Nevelésben és más lapokban 1845-ik évtől kezdve szórványosan megjelentek. Saját élvezetére összeszedte s kiadta a szerző. Eger, 1887. (2. bőv. kiadás. Eger, 1888.)